# Polifemo (Porpora)
Polifemo ist eine Opera seria (Originalbezeichnung: „Melodrama“) in drei Akten von Nicola Antonio Porpora (Musik) mit einem Libretto von Paolo Antonio Rolli, die am 1. Februar 1735 im King’s Theatre in the Haymarket in London uraufgeführt wurde. Der Inhalt verarbeitet Motive aus dem 13. Buch der Metamorphosen des Ovid (Verse 750–897) und der Odyssee von Homer.

## Handlung

### Erster Akt
Ruhige See am Ufer Siziliens mit Blick auf den Ätna
Szene 1. Im Morgengrauen treffen die Nymphen Galatea und Calipso in Begleitung weiterer Nymphen, Tritonen und Seegöttern ein, um sich am Strand zu erholen (Chor: „Vien bell’Aurora“). Die beiden gestehen einander, dass sie sich in sterbliche Männer verliebt haben (Duett Galatea/Calipso: „Vo presagendo“ – Chor: „Febo tu ancora“).
Szene 2. Nachdem sich Calipso zurückgezogen hat, tritt der Zyklop Polifemo hinter einem Felsen hervor. Er liebt Galatea und will sie für sich gewinnen (Arie Polifemo: „M’ accendi in sen col guardo“). Galatea weist ihn ab (Arie Galatea: „Se al Campo e al Rio soggiorna“), da ihr Herz allein Aci gehört.
Szene 3. Ulisse und seine Gefährten treffen während ihrer langen Irrfahrt nach dem Trojanischen Krieg in Sizilien ein. Sie hoffen, sich hier eine Weile von den Strapazen und Gefahren erholen zu können. Aci warnt sie vor dem menschenfressenden Zyklopen, der in einer nahegelegenen Höhle hause. Ulisse lässt sich von der Gefahr nicht schrecken (Arie Ulisse: „Core avvezzo al furore dell’Armi“). Da bemerkt Aci die von ihm verehrte Nymphe Galatea (Arie Aci: „Dolci fresche Aurette grate“).
Ein anderer Teil der Küste mit Fischerhütten
Szene 4. Calipso und ihre Gefährtin Nerea nähern sich als Sterbliche verkleidet Ulisse und seinen Leuten (Arie Nerea: „Giusta non à delle tue forze Idea“). Ulisse ist sogleich gebannt von Calipsos Schönheit. Sie heißt ihn mit bescheidenen Worten willkommen (Arie Calipso: „Sorte un’ umile Capanna“ bzw. „Vedrai che veglia il Cielo“). Nerea warnt ihn vor dem sich nähernden Polifemo und flieht.
Szene 5. Polifemo lockt die Seefahrer mit einer Lüge in seine Höhle: er wolle sie dort vor den anderen Zyklopen beschützen. Ulisse ruft die Göttin Athene um Schutz an (Arie Ulisse: „Fa ch’io ti provi ancora“).
Ein Wäldchen
Szene 6. Aci und Galatea sind glücklich vereint. Da der Zyklop aber jeden Moment zurückkehren kann, kann Aci nicht länger bleiben. Galatea verspricht ihm, sich bald wieder an dieser Stelle mit ihm zu treffen (Arie Aci: „Morirei del partir nel momento“). Galatea glaubt, dass die anderen Nymphen ihre Liebe nicht gutheißen werden. Sie will sich davon nicht beeinflussen lassen (Arie Galatea: „Ascoltar no non ti voglio“).

### Zweiter Akt
Szene 1. [Nur Erstfassung:] Calipso und Nerea sind beeindruckt von Ulisses Mut. Sie glauben aber nicht, dass er gegen das Monster bestehen könnte. Calipso bittet Nerea, den Zyklopen zu ihr zu bringen. Sie will versuchen, ihn mit Hilfe ihrer Zauberkraft zu besänftigen. Für Nerea selbst besteht keine Gefahr, da sie sich jederzeit unsichtbar machen kann (Arie Nerea: „Un Beltà che fa“). [Beide Fassungen:] Calipso denkt besorgt über ihre Gefühle für Ulisse nach.
Szene 2. Ulisse fleht Calipso um Hilfe an. Seine Gefährten werden von Polifemo in der Höhle gefangen gehalten. Sofern er sie nicht mit den Schätzen seiner Schiffe auslöst, werden sie grausam sterben müssen. Calipso macht ihm Hoffnung auf den Schutz der Götter (Arie Calipso: „Lascia fra tanti Mali“ bzw. „Nel rigor d’avversa stella“). Ulisse beneidet die Schafe um ihre glückliche Unschuld (Arie Ulisse: „Fortunate Pecorelle!“).
Szene 3. Aci sehnt sich nach seiner geliebten Galatea. Jedes Geräusch weckt ihn ihm sowohl Hoffnung auf ihre Rückkehr als auch Furcht vor dem Ungeheuer (Arie Aci: „Lusingato dalla Speme“ bzw. „Zeffiro Lusinghier“).
Blick auf das Meer
Szene 4. In ihrer Seemuschel eilt Galatea zu ihrem Geliebten (Cavatine Galatea: „Placidetti Zeffiretti“). Sie wird jedoch von Polifemo aufgehalten, der ihr seine eigenen Vorzüge im Vergleich mit dem jungen schwächlichen Aci anpreist. Als sie ihn erneut zurückweist, zieht er sich Rache schwörend zurück. Galatea setzt ihre Fahrt zum Strand fort (Cavatine Galatea: „Placidetti Zeffiretti“).
Szene 5. Aci bittet die Liebesgötter, Galatea sicher zu ihm zu führen (Cavatine Aci: „Amoretti vezzosetti“). Nach ihrer Rückkehr beschwören beide ihre Liebe zueinander. Galatea schlägt vor, sich in einer Grotte zu treffen, wo sie unbeobachtet sein können. Acis Vorfreude darauf überwindet alle seine Ängste (Arie Aci: „Nell’ attendere il mio Bene“ bzw. „Dal guardo che incatena“). Auch Galatea sieht ihre Hoffnungen erfüllt (Arie Galatea: „Fidati alla speranza“).
Szene 6. Als Ulisse am Strand erwacht, erblickt er Calipso, deren Schönheit die Erinnerung an seine in der Heimat wartende Frau Penelope zu verdrängen droht. Calipso gibt sich ihm als Göttin zu erkennen und verspricht ihm ihren Schutz, wenn er ihre Liebe erwidert. Die von Polifemo geforderten Schätze werden bereits zur Höhle gebracht. Dort soll er sie erwarten. Sie werde dort für alle anderen unsichtbar sein. Ulisse ist überglücklich (Arie Ulisse: „Dell’immortal Bellezza“). [Nur Zweitfassung:] Calipso ist bereit, sich dem für sie neuen Gefühl der Liebe zu einem Sterblichen hinzugeben (Arie Calipso: „Trar non suol l’ Ape ingegnosa“).
Eine Grotte
Szene 7. Während Aci und Galatea ihre Liebe genießen, wird Aci von bösen Vorahnungen geplagt (Duett Aci/Galatea: „Tacito movi e tardo“).

### Dritter Akt
Ein Felsen in der Nähe des Ätna
Szene 1. Oben auf dem Felsen ruft Polifemo nach Galatea (Arietta Polifemo: „Fugace Galatea, perchè al mio Lido“). Eifersucht überwältigt ihn. Als er Galatea unten in einer schattigen Laube zusammen mit Aci erblickt, wirft er einen Felsen nach diesem und tötet ihn.
Szene 2. Galatea beklagt den plötzlichen Tod ihres Geliebten (Arietta Galatea: „Qual colpa aspettano“), dem sie als Unsterbliche nicht folgen kann (Arie Galatea: „Smanie d’Affanno, a perchè mai“).
Polifemos Höhle
Szene 3. Ulisse und Calipso sind in die Höhle eingedrungen, um den Riesen zu bezwingen, der bereits zwei Seefahrer verschlungen hat. Calipso erklärt Ulisse, dass seine heldenhaften Taten sie dazu ermutigt haben, ihm zu helfen. Als Polifemo erscheint, macht sich Calipso unsichtbar. Der Zyklop ist nach seiner gelungenen Rache in Feierlaune (Arietta Polifemo: „Crudel se m’ai sprezzato“). Ulisse bietet ihm Wein von den Hängen des Ätna an, und Polifemo trinkt reichlich davon (Arie Polifemo: „D’un disprezzato Amor“). Als er Ulisse nach seinem Namen fragt, entgegnet dieser, er heiße „Niun“ (‚Niemand‘). Polifemo verspricht ihm, dass er als Letzter sterben werde (Arietta Polifemo: „Ma i piè non mi sostengono“), und schläft ein. Daraufhin nimmt Ulisse einen brennenden Holzstab vom Lagerfeuer und stößt ihn in das einzige Auge des Zyklopen. Calipso und Ulisse frohlocken über seinen Untergang (Arie Ulisse: „Quel vasto, quel fiero“ – Arie Calipso: „Il gioir qualor s’aspetta“ bzw. „Ad altri sia più grato“).
Der Felsen, der auf Aci gefallen ist
Szene 4. [Nur Erstfassung:] Nerea berichtet Galatea von Polifemos blinder Wut nach seinem Erwachen. Nachdem seine Gefangenen unter den Bäuchen der Schafe versteckt entkommen waren, habe er seinen Zorn gegen die Tiere gerichtet, die er allesamt zerquetschte. [Beide Fassungen:] Galatea kann dies nicht über den Verlust ihres Geliebten trösten. Sie fleht Jupiter an, Acis Schicksal zu wenden und ihn unsterblich zu machen.
Szene 5. Der Felsen öffnet sich und zeigt die Quelle eines Flusses und dessen Gott Aci, der sich an seine Urne lehnt. Er dankt Jupiter für seine Gnade (Arie Aci: „Alto Giove“ bzw. Duett Aci/Galatea: „Immortale dal tuo sen“).
Szene 6. Polifemo irrt blind umher (Arietta Polifemo: „Furie che mi strazjate“). Er trifft auf Aci und Galatea, die ihm von Acis neu gewonnener Unsterblichkeit erzählen und ihm sein eigenes Schicksal als armseliges Ungeheuer vorstellen ([nur Erstfassung:] Arie Galatea: „Sì che son quella sì“ – [beide Fassungen:] Arie Aci: „Senti ’l Fato“). Polifemo ist verzweifelt. Er fleht seinen Vater Neptun an, ihm zumindest sein Auge zurückzugeben. [Nur Erstfassung:] Nerea kommentiert den Sieg der Unschuld und die Schwierigkeiten der Nymphen, Liebe zu finden (Arie Nerea: „V’ ingannate Ninfe belle“).
Szene 7 „ultima“. Ulisse fordert die Nymphen auf, Freudenlieder zu singen. Alle preisen die Liebe (Terzett Aci/Galatea/Ulisse: „Scherzino con le Grazie“ bzw. Chor: „Accendi nuova Face“).

## Gestaltung

### Musik
Die Orchesterbesetzung der Oper besteht aus zwei Flöten, zwei Oboen, zwei Fagotten, zwei Hörnern, zwei Trompeten und Streichern (Violinen 1, Violinen 2 und Bratschen mit Basso continuo).
Anders als in seinen beiden vorangegangenen Werken für die Opera of the Nobility nahm Porpora hier einige Änderungen am Libretto vor. Neben Kürzungen und strukturellen Änderungen erweiterte er die beiden Cavatinen „Alto Giove“ (III:5) und „Sì che son quella sì“ (III:6) mit zusätzlichen Versen zu vollständigen Da-Capo-Arien. Einige im Libretto als (Secco-)Rezitativ vorgesehene Texte vertonte er als Accompagnato-Rezitative, als Arioso, Arietta oder ganze Arie. Die Eröffnungsszene kommt vollständig ohne Secco-Rezitativ aus.:131 Calipsos „Sorte un’umile Capanna“ (I:4) und Ulisses „Fa ch’io ti provi ancora“ (I:5) vertonte er als Strophenarie ohne Da-Capo-Wiederholung.:135 Accompagnati werden mehrfach eingesetzt, um bestimmte handlungsreiche Situationen zu intensivieren oder das Gefühl der Liebe darzustellen, aber nicht alle Accompagnati fallen in eine dieser Kategorien.:208ff

### Musiknummern
Die Oper enthält die folgenden Musiknummern:
Erster Akt
- Sinfonia
- Szene 1. Chor: „Vien bell’Aurora“
  - Duett (Galatea, Calipso): „Vo presagendo“
  - Chor: „Febo tu ancora“
- Szene 2. Arie Polifemo: „M’ accendi in sen col guardo“
  - Arie (Galatea): „Se al Campo e al Rio soggiorna“
- Szene 3. Sinfonia (zwei Trompeten, zwei Hörner, vierstimmige Streicher und Basso continuo)
  - Arie (Ulisse): „Core avvezzo al furore dell’Armi“
  - Arie (Aci): „Dolci fresche Aurette grate“
- Szene 4. Arie[A 1] (Nerea) „Giusta non à delle tue forze Idea“ (nur Erstfassung)
  - Arie (Calipso): „Sorte un’ umile Capanna“ (Erstfassung) bzw. „Vedrai che veglia il Cielo“ (Zweitfassung)
- Szene 5. Arie (Ulisse): „Fa ch’io ti provi ancora“
- Szene 6. Arie (Aci): „Morirei del partir nel momento“
- Arie (Galatea): „Ascoltar no non ti voglio“

Zweiter Akt
- Szene 1. Arie (Nerea): „Un Beltà che fa“ (nur Erstfassung)
- Szene 2. Arie (Calipso): „Lascia fra tanti Mali“ (Erstfassung) bzw. „Nel rigor d’avversa stella“ (Zweitfassung)
  - Arie (Ulisse): „Fortunate Pecorelle!“
- Szene 3. Arie (Aci): „Lusingato dalla Speme“ (Erstfassung) bzw. „Zeffiro Lusinghier“ (Zweitfassung)
- Szene 4. Cavatine (Galatea): „Placidetti Zeffiretti“
- Szene 5. Cavatine (Aci): „Amoretti vezzosetti“
  - Arie (Aci): „Nell’ attendere il mio Bene“ (Erstfassung) bzw. „Dal guardo che incatena“ (Zweitfassung)
  - Arie (Galatea): „Fidati alla speranza“
- Szene 6. Arie (Ulisse): „Dell’immortal Bellezza“
  - Arie (Calipso): „Trar non suol l’ Ape ingegnosa“ (nur Zweitfassung)
- Szene 7. Duett (Aci, Galatea): „Tacito movi e tardo“ (in Zweitfassung gekürzt)

Dritter Akt
- Sinfonia (Streicher und Basso continuo)
- Szene 1. Arietta[A 2] (Polifemo): „Fugace Galatea, perchè al mio Lido“
- Szene 2. Arietta[A 2] (Galatea): „Qual colpa aspettano“
  - Arie (Galatea): „Smanie d’Affanno, a perchè mai“
- Szene 3. Arietta[A 2] (Polifemo): „Crudel se m’ai sprezzato“
  - Arie (Ulisse): „D’un disprezzato Amor“
  - Arietta (Polifemo): „Ma i piè non mi sostengono“
  - Arie (Ulisse): „Quel vasto, quel fiero“
  - Arie (Calipso): „Il gioir qualor s’aspetta“ (Erstfassung) bzw. „Ad altri sia più grato“ (Zweitfassung)
- Szene 5. Arie[A 3] (Aci): „Alto Giove“ (Erstfassung) bzw. Duett (Aci, Galatea): „Immortale dal tuo sen“
- Szene 6. Arietta (Polifemo): „Furie che mi strazjate“
  - Arie[A 3] (Galatea): „Sì che son quella sì“ (nur Erstfassung)
  - Arie (Aci): „Senti ’l Fato“
  - Arie (Nerea): „V’ ingannate Ninfe belle“ (nur Erstfassung)
- Szene 7. Terzett (Aci, Galatea, Ulisse): „Scherzino con le Grazie“ (nur Erstfassung)
  - Chor: „Accendi nuova Face“

## Werkgeschichte
Nicola Porporas Polifemo ist dessen dritte von insgesamt fünf Opern für die Londoner Opera of the Nobility,:130 eine von Adligen gegründeten Operngesellschaft, die sich bewusst als Gegenspieler von Georg Friedrich Händels Opernbetrieb verstand und diesem mehrere wichtige Sänger abwarb. Der Polifemo stand 1735 in direkter Konkurrenz zu Händels Opern Ariodante und Alcina.:45
Das Libretto stammt von Paolo Antonio Rolli. Der Inhalt kombiniert die Akis-und-Galateia-Episode aus dem 13. Buch der Metamorphosen des Ovid mit der Polyphem-Erzählung aus Homers Odyssee. Ein weiteres Motiv aus der Odyssee ist der Charakter der Kalypso, der dort erst sehr viel später auftaucht.:87
Die Uraufführung fand am 1. Februar 1735 im King’s Theatre in the Haymarket in London statt. Es sangen Antonio Montagnana (Polifemo), Farinelli (Aci), Francesca Cuzzoni (Galatea), Senesino (Ulisse), Francesca Bertolli (Calipso) und Maria Segatti (Nerea).:73 Die Produktion war erfolgreich und wurde in dieser Spielzeit elf Mal gespielt.:46

Sänger der Uraufführung von 1735
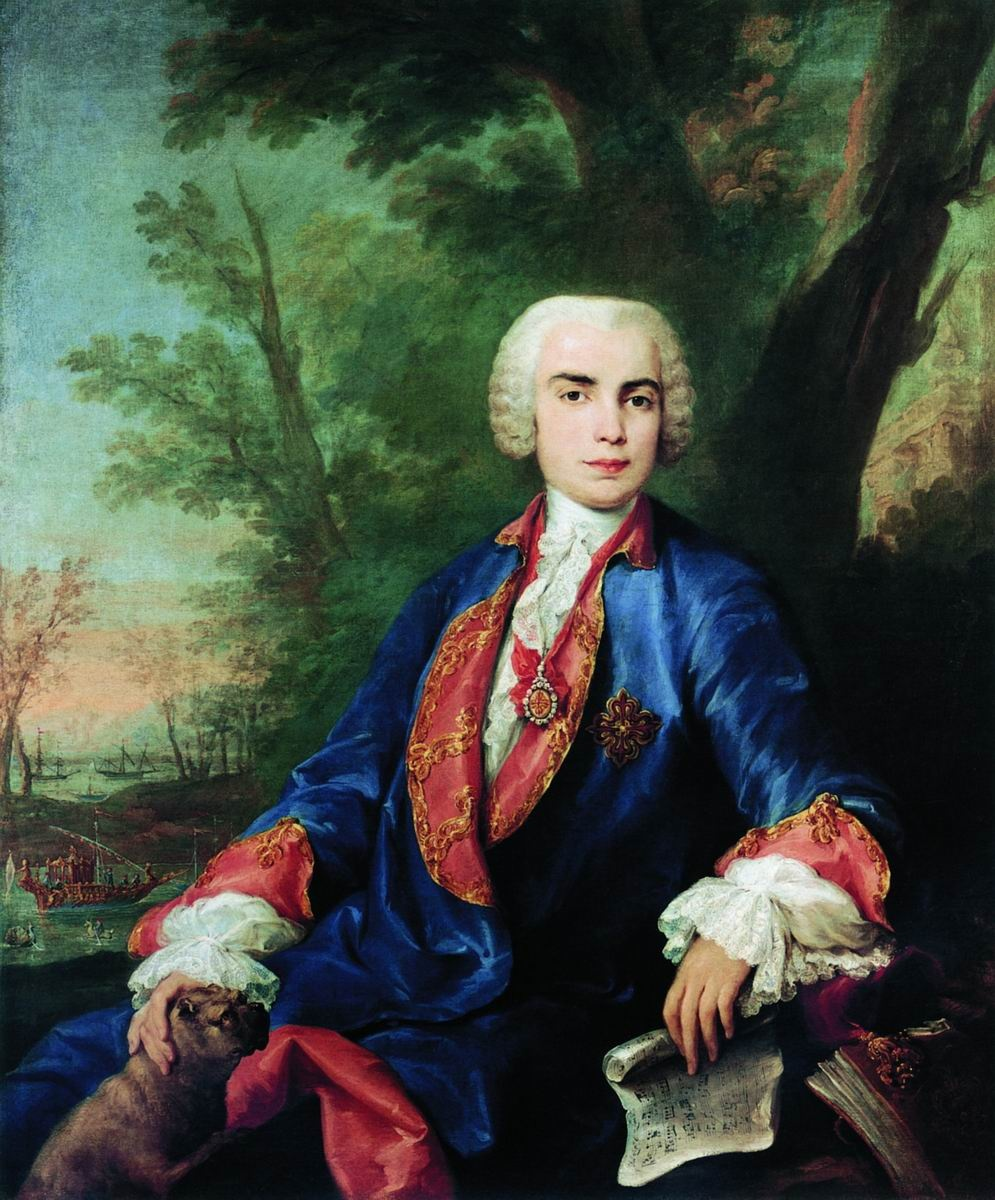
Farinelli
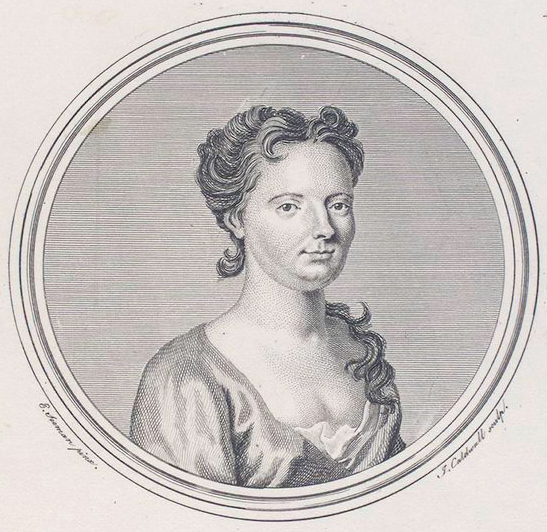
Francesca Cuzzoni
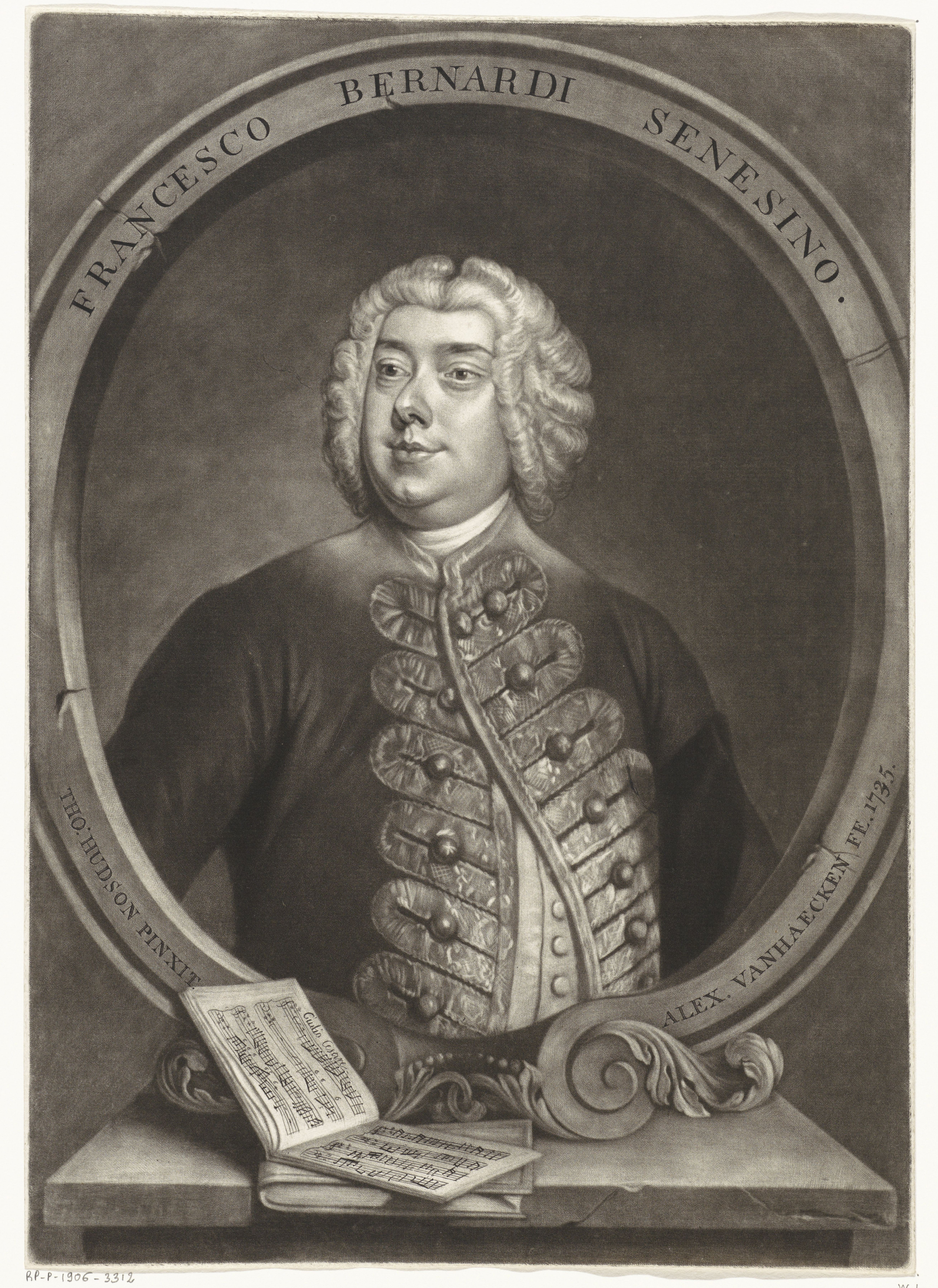
Senesino

Bereits am 28. Oktober 1735 gab es eine Wiederaufnahme in Form einer überarbeiteten Fassung ohne die für die Handlung überflüssige Partie der Nerea. Die Sopranistin Santa Tasca übernahm nun die umgearbeitete und mit neuen Arien versehene ursprüngliche Alt-Partie der Calipso.:58,324 Für Farinelli (Aci) komponierte Porpora zwei neue Arien.:325 Auch diese Fassung wurde gut aufgenommen. Sie musste aber aufgrund einer Erkrankung Farinellis nach nur drei Aufführungen abgesetzt werden.:58 Die letzte Aufführung war am 4. November.:292
Außer den beiden Librettofassungen sind zwei zeitgenössische Partitur-Manuskripte überliefert, von denen eines autograf ist. Außerdem gibt es eine handschriftliche und eine gedruckte Sammlung von Arien aus der Oper. Alle diese Quellen befinden sich in der British Library. Das Libretto der Erstfassung (11714.aa.21.(11.)) besitzt 69 Seiten. Es ist mit dem Jahr 1734 datiert, wobei eine handschriftliche Notiz darauf hinweist, dass es sich um ein Datum im „old style“ handelt (Neujahr wurde in England bis 1751 erst am 25. März gefeiert). Das zweite Libretto (907.i.11.(1.)) umfasst 61 Seiten. Die Partie der Nerea fehlt darin.:321 Die zusätzlich zum italienischen Text abgedruckte englische Übersetzung stammt von Colley Cibber.:91 Das einbändige Partitur-Autograf (MUS/ADD/14115) enthält den zweiten und dritten Akt von Porporas Mitridate und den dritten Akt des Polifemo. Das andere Manuskript (R.M.23.a.7 – R.M.23.a.9) besteht aus drei Bänden, die jeweils einen Akt des Polifemo enthalten. Die handschriftliche Ariensammlung (MUS/ADD/31504) enthält sechzehn Porpora zugeschriebene Arien, von denen fünf aus Polifemo stammen. Schließlich gibt es eine von J. Walsh im März 1735 herausgegebene Sammlung mit dem Titel The Favourite Songs in the Opera call’d Polypheme (G.193.(3.)G) mit fünf Arien Farinellis (Aci) und jeweils einer für Montagnana (Polifemo) und Senesino (Ulisse).:321
Das Libretto wurde für eine Produktion des Madrider Teatro del Buen Retiro zur Karnevalspielzeit 1748 erneut vertont. Jeweils einen Akt komponierten Francesco Corselli, Francesco Corradini und Giovanni Battista Mele.
Die Arie „Alto Giove“ wurde durch den Film Farinelli: der Kastrat größeren Kreisen bekannt.
Auch in neuerer Zeit wurde Porporas Polifemo mehrfach gespielt:
- 2004: Dovizi-Theater in Bibbiena – Il Cenacolo della Chimera, Dirigent: Massimilano Carraro, Inszenierung/Ausstattung/Kostüme: Massimo Gasparon; mit Diego Barretta (Polifemo), Javier Checa/Stefania Donzelli (Aci), Alexandra Zabala (Galatea), Tiziana Carraro (Ulisse), Erika Pagan (Calipso und Nerea).[9]
- 2012: Schlosstheater Schwetzingen; Produktion von Theater und Orchester Heidelberg – Dirigent: Wolfgang Katschner, Regie: Clara Kalus, Ausstattung: Sebastian Hannak; mit Haris Andrianos (Polifemo), Terry Wey (Aci), Rinnat Moriah (Galatea), Jakob Huppmann (Ulisse), Tijana Grujic (Calipso) und Irina Simmes (Nerea).[10][11][12]
- 2013: Theater an der Wien, konzertant – Bach Consort Wien, Dirigent: Rubén Dubrovsky; mit Christian Senn (Polifemo), Franco Fagioli (Aci), Laura Aikin (Galatea), Xavier Sabata (Ulisse), Mary-Ellen Nesi (Calipso) und Hanna Herfurtner (Nerea).[13]
- 2019: Felsenreitschule Salzburg im Rahmen der Salzburger Pfingstfestspiele, halbszenisch – Armonia Atenea, Dirigent: George Petrou, szenische Einrichtung: Max Emanuel Cenčić, Bühne: Margit Ann Berger, Kostüme: Giorgina Germanou, Video: Sarah Scherer, Licht: Paul Fresacher; mit Pavel Kudinov (Polifemo), Yuriy Mynenko (Aci), Julija Leschnewa (Galatea), Max Emanuel Cenčić (Ulisse), Sonja Runje (Calipso) und Dilyara Idrisova (Nerea).[14]
- 2021: Markgräfliches Opernhaus Bayreuth im Rahmen des Festivals Bayreuth Baroque, konzertant – Armonia Atenea, Dirigent: George Petrou; mit Pavel Kudinov (Polifemo), Yuriy Mynenko (Aci), Julija Leschnewa (Galatea), Max Emanuel Cenčić (Ulisse), Sonja Runje (Calipso) und Rinnat Moriah (Nerea); Übertragung im Radio BR-Klassik und im Fernsehen auf ARD alpha.[15]
- 2024: Opéra national du Rhin in Straßburg und Mülhausen, szenisch – Dirigentin: Emmanuelle Haïm, Inszenierung: Bruno Ravella, Bühne und Kostüme: Annemarie Woods; mit José Coca Loza (Polifemo), Franco Fagioli (Aci), Madison Nonoa (Galatea), Paul-Antoine Bénos-Djian (Ulisse szenisch), Camille Bauer (Stimme Ulisse), Delphine Galou (Calipso) und Alysia Hanshaw (Nerea).[16]
- 2024: Königliche Oper in Versailles, szenisch – Dirigent: Stefan Plewniak, Inszenierung: Justin Way, Bühne: Roland Fontaine, Kostüme: Christian Lacroix; mit José Coca Loza (Polifemo), Franco Fagioli (Aci), Julia Lezhneva (Galatea), Paul-Antoine Bénos-Djian (Ulisse) und Éléonore Pancrazi  (Calipso).[17]

## Aufnahmen
- 9. September 2021 – George Petrou (Dirigent), Armonia Atenea, Chor des Bayreuth Baroque Opera Festivals.
 Pavel Kudinov (Polifemo), Yuriy Mynenko (Aci), Julija Leschnewa (Galatea), Max Emanuel Cenčić (Ulisse), Sonja Runje (Calipso), Rinnat Moriah (Nerea).
 Live, konzertant vom Bayreuth Baroque Opera Festival aus dem Markgräflichen Opernhaus in Bayreuth.
  Videostream auf BR-Klassik Concert.[18]

## Digitalisate
- Libretto der Erstfassung (italienisch), London 1735. Digitalisat des Museo internazionale e biblioteca della musica di Bologna
- Libretto der Zweitfassung (italienisch/englisch), London 1735. Digitalisat der British Library